# Hannelore Goeman
Hannelore Goeman (Leuven, 23 november 1984) is een Belgisch politica voor Vooruit.

## Levensloop
Goeman groeide op in Leuven, waarna ze naar het Brussels Hoofdstedelijk Gewest verhuisde: eerst naar de gemeente Sint-Agatha-Berchem, dan naar Vorst en daarna naar Schaarbeek.
Ze behaalde in 2007 een master in de moderne geschiedenis aan de Katholieke Universiteit Leuven en volgde daarna een specialisatiejaar Europees beleid aan de Universiteit van Cambridge. Van 2008 tot 2012 was Goeman doctoraal onderzoekster aan het Instituut voor Europese Studies van de Vrije Universiteit Brussel, waar ze in 2012 een doctoraat voltooide over de ontwikkeling van het integratiebeleid voor migranten op Europees niveau. Ook was ze van 2016 tot 2019 docent Europees migratiebeleid aan de Universiteit Luik.
In 2012 ging Goeman als adviseur Nederlandstalige aangelegenheden werken op het kabinet van schepen van Brussel Ans Persoons en daarna was ze van 2014 tot 2016 fractiesecretaris voor de socialistische partij sp.a in het Brussels Hoofdstedelijk Parlement en partijsecretaris van de sp.a-afdeling van het Brussels Gewest.
In mei 2016 volgde ze Elke Roex op als lid van het Brussels Hoofdstedelijk Parlement, waar ze lid was van de commissie Economische Zaken en Tewerkstelling. Tevens werd ze sp.a-fractieleider in de Raad van de Vlaamse Gemeenschapscommissie, waar ze lid was van de commissies Algemene Zaken, Financiën, Begroting en Media en Welzijn, Gezondheid en Gezin. Ze bleef in beide parlementen zetelen tot in mei 2019.
Goeman was in oktober 2018 kandidaat bij de gemeenteraadsverkiezingen in Schaarbeek, maar ze raakte niet verkozen. In oktober 2024 ondernam ze een nieuwe poging om verkozen te raken in de Schaarbeekse gemeenteraad, wat evenwel mislukte.
Bij de verkiezingen van mei 2019 was ze aanvankelijk eerste opvolger op de sp.a-lijst voor de Europese verkiezingen.
Uiteindelijk trok Goeman de Brusselse sp.a-lijst voor het Vlaams Parlement, nadat de oorspronkelijke lijsttrekker Bert Anciaux zich had teruggetrokken. Ze werd verkozen met 2.215 voorkeurstemmen en werd vast lid van de commissie Onderwijs. In december 2019 volgde ze Conner Rousseau op als fractieleider. Daarnaast was Goeman van oktober 2023 tot juni 2024 voorzitter van de bijzondere commissie over de evaluatie van de aanpak van seksueel misbruik van kerkelijke gezagsdragers in jeugd-, welzijns- en onderwijsinstellingen en -voorzieningen.
Bij de Vlaamse verkiezingen van 9 juni 2024 was Goeman opnieuw lijsttrekker in Brussel-Hoofdstad en werd ze met 2.641 voorkeurstemmen herkozen. Na de verkiezingen werd ze opnieuw aangesteld als Vlaams fractieleider voor Vooruit. Op 2 oktober 2024 stond ze die functie af. Goeman bleef wel in het parlement zetelen en werd opnieuw lid van de commissie Onderwijs, alsook lid van de commissie Brussel en Vlaamse Rand. 